# Trichophyton phaseoliforme
Trichophyton phaseoliforme är en svampart som beskrevs av Borelli & Feo 1967. Trichophyton phaseoliforme ingår i släktet Trichophyton och familjen Arthrodermataceae.   Inga underarter finns listade i Catalogue of Life.